# Daji
Daji (妲己S, DájǐP; 1076 a.C. – 1046 a.C.) era la concubina preferita del re Di Xin, l'ultima della dinastia Shang sotto l'antica Cina.
Rappresenta l'archetipo della femme fatale che causa la caduta di un impero o di una dinastia nella cultura cinese. È descritta come una Huli jing(狐狸精) nel romanzo cinese Fengshen Yanyi.

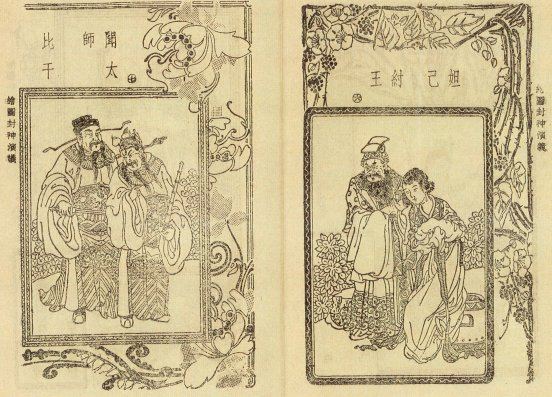
A sinistra: Wen Zhong e Bi Gan; a destra: Di Xin e Daji

## Biografia mitico-storica
Daji proveniva da una famiglia nobile, la dinastia Su (蘇) di Yousu (有 蘇): infatti è anche conosciuta come "Su Daji". Nel 1047 a.C., il re Di Xin della dinastia Shang conquistò Yousu ed ebbe Daji come bottino di guerra.
Di Xin divenne estremamente ossessionato da Daji, e iniziò a trascurare gli affari di stato per stare in sua compagnia. Il sovrano adoperò tutti i mezzi necessari per entrare nelle sue grazie e compiacerla. Daji amava gli animali, così le costruì uno Xanadu zoologico contenente specie rare di uccelli e animali. Ordinò agli artisti di corte di comporre musica oscena e danze dalle coreografie dissolute per soddisfare i suoi gusti musicali. Una volta invitò 3.000 ospiti a una festa in suo onore, dov'era possibile trovare “uno stagno di vino” e “una foresta di carne”; agli ospiti fu permesso di giocare a nascondino nudi nella foresta per divertire Daji. Quando una delle sue concubine, la figlia di Lord Jiu, protestò per tanta dissolutezza, la fece giustiziare. Suo padre fu fatto a pezzi e la sua carne data come cibo ai vassalli di Di Xin.
Daji diceva che la sua gioia più grande era sentire le persone piangere per il dolore fisico. Una volta vide un contadino camminare a piedi nudi sul ghiaccio, così ordinò che gli fossero tagliati i piedi in modo che potesse studiarli e capire come potessero resistere a temperature così basse. In un'altra occasione, fece sventrare una donna incinta per soddisfare la sua curiosità di vedere cosa stesse succedendo al suo interno. Secondo una variante del mito, per verificare un detto cinese secondo cui "il cuore di un uomo buono ha sette aperture", fece estrarre ed esaminare quello del ministro Bi Gan, zio di Di Xin.
Daji era anche nota per aver inventato un metodo di tortura noto come paoluo (炮烙): un cilindro di bronzo ricoperto di olio veniva posto sopra una fornace a carboni ardenti, fino a farlo diventare rovente; la vittima doveva poi camminare sul cilindro, che gli scottava i piedi. La superficie oliata rendeva difficile mantenere l'equilibrio, e se la vittima cadeva nella fornace sottostante, veniva lasciata bruciare fino alla morte. La vittima era dunque costretta a "ballare" e urlare in agonia prima di morire, mentre Di Xin e Daji ridevano di piacere.
Daji fu giustiziata per ordine di Zhou Wuwang dopo la caduta della dinastia Shang, su consiglio di Jiang Ziya.

## In letteratura
Daji è uno dei personaggi principali del romanzo cinese Fengshen Yanyi. È stata la prima corruttrice della dinastia Shang, il cui declino è l'argomento del romanzo. Suo padre Su Hu lo diede a Di Xin come offerta di pace dopo l'inizio di un conflitto armato tra le forze militari di Su e Shang.
Una notte prima che Daji fosse mandata nella capitale Zhaoge, era posseduta da un malvagio spirito volpe a nove code (la Volpe millenaria). Quando Daji arrivò a Zhaoge, divenne il centro dell'attenzione di Di Xin e il re ne fu ossessionato. Di Xin trascurava gli affari di stato per tenerle compagnia e ignorava i consigli dei suoi sudditi. Yunzhongzi fu il primo uomo ad agire contro Daji dando al re una magica spada di legno di pesco che avrebbe fatto ammalare Daji, provocandone la morte. Ha scalato rapidamente i ranghi, diventando regina quando era solo una concubina minore, grazie al favore del re.
Daji fu accusata della caduta della dinastia Shang per la corruzione di Di Xin e per averlo portato a trascurare gli affari di stato e governare con tirannia e dispotismo. Ciò ha portato al declino della dinastia e al caos esteso. La tirannia di Di Xin suscitò la rabbia e il risentimento del popolo, che alla fine si ribellò contro di lui sotto la guida del re Wu di Zhou. Dopo la caduta della dinastia Shang, Daji fu esorcizzata da Jiang Ziya (a volte chiamato Jiang Taigong) e di conseguenza morì.

## Riferimenti moderni
- Il primo antagonista della serie manga Hōshin, Fengshen Yanyi di Ryu Fujisaki, che è basato su Fengshen Yanyi. Daji ("Dakki" in giapponese) è uno "yokai sennin" che si crede sia stato un mostro volpe in passato. Sia nell'animazione che nel manga, Daji dichiara che Jiang Ziya (Jiang Taigong; Taikoubou in giapponese) è il suo rivale.

- Daji appare nel videogioco di Koei's Warriors Orochi come "Da Ji", stratega e braccio destro di Orochi. La sua personalità è cupa e crudele, inganna e tradisce i suoi alleati per piacere. La sua grafica presenta orecchie appuntite e stravaganti e piedi di volpe, dal momento che è una leggendaria donna volpe. In Warriors Orochi 2 è una forte rivale di Taigong Wang, l'unica in grado di indovinare facilmente le sue strategie. È stata anche lei a liberare il re Serpente Orochi dalla prigione perché simpatizzava con lui.

- Daji è un antagonista di Leggenda di Nezha, uno show televisivo CCTV basato su Fengshen Yanyi. È una volpe bianca a nove code che mangia una pianta velenosa per diventare una bella donna; e seduce Di Xin a cedere ai suoi capricci e inizia persino a costruire una grande struttura che afferma di aver visto in sogno. Ciò si traduce in una ribellione Ji Fa, e quando le sue truppe raggiungono il palazzo si suicida insieme a Di Xin bruciando il palazzo, bevendo e ballando su di esso.

- Daji appare come un generale che i giocatori possono controllare nel gioco di strategia War of Legends.
- Daji è un personaggio giocabile di MOBA Smite, ribattezzato "Da Ji" e raffigurato con nove code. Il suo gameplay è incentrato sul suo carattere subdolo e sulla sua tortura. Appare nel ruolo di un assassino.
- Nel fumetto Agenzia investigativa Carlo Lorenzini, Daji è rapita da il Gatto e la Volpe (quando si finse la dea Guanyin) all'apparenza per aiutare la loro produzione illegale di prodotti "made in China", ma in realtà è parte di un piano di Volpe per dimostrarsi una volpe truffatrice letteraria migliore.
- Il secondo episodio dell'anime Tomb Raider - La leggenda di Lara Croft riprende il mito di Daji.